# László Teleki

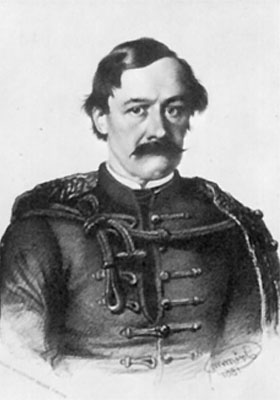
László Teleki

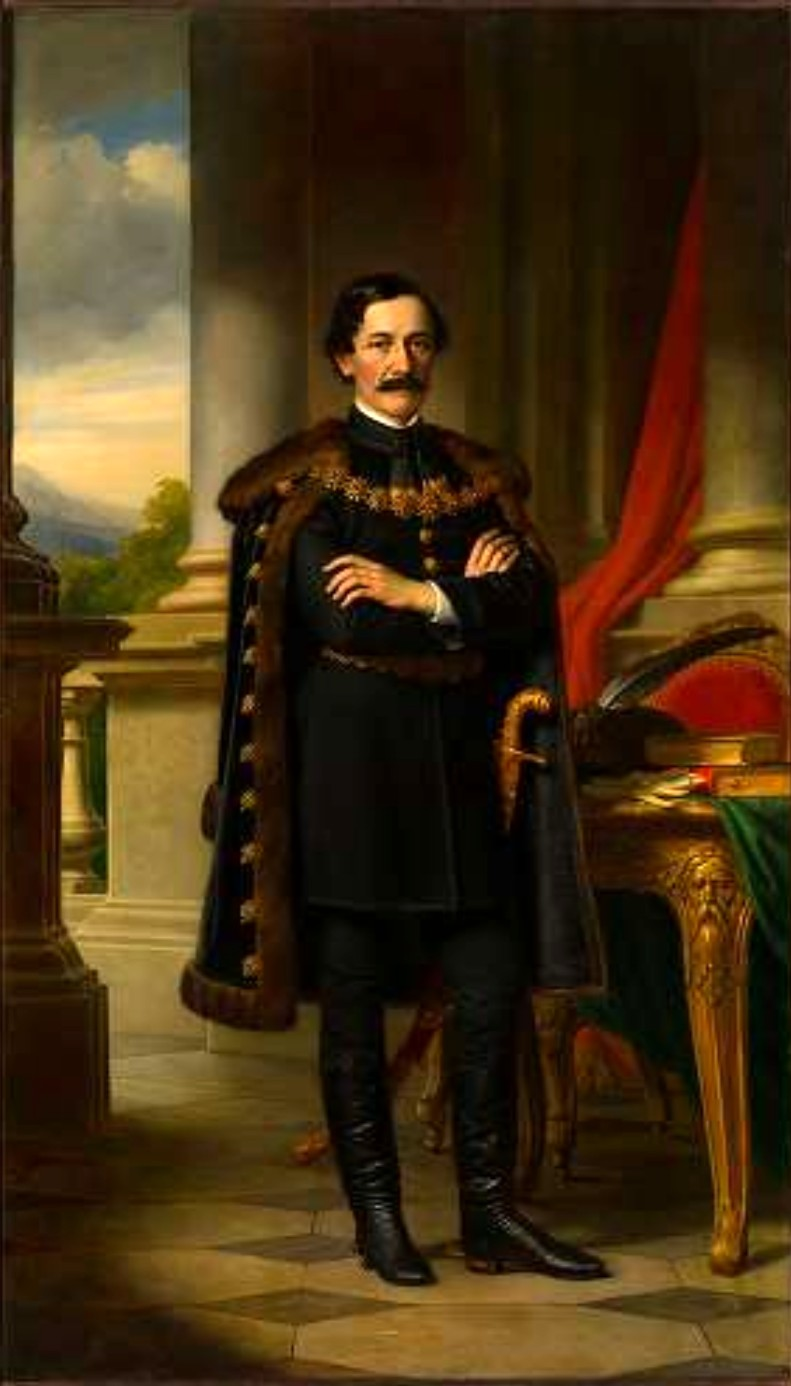
László Teleki (1843-1844). Pictură realizată de Miklós Barabás.

Contele László Teleki al IV-lea de Szék (n. 11 februarie 1811, Pesta, Regatul Ungariei – d. 8 mai 1861, Pesta, Regatul Ungariei) a fost un scriitor și om de stat maghiar. El este amintit ca autor al dramei Kegyencz („Lingușitorul”, 1841). În cărțile mai vechi în limba engleză, el este numit „Ladislas Teleky”.

## Biografie
Teleki s-a născut la Pesta ca fiu al lui László Teleki al III-lea și al Johannei Mészáros. După moartea tatălui său, în 1821, a fost crescut de unchiul său, József Teleki (1790-1855). În cursul anilor 1830 el a călătorit prin Europa. La întoarcerea în Ungaria a devenit politician, mai întâi în Transilvania (unde fratele său a devenit guvernator) și apoi în Adunarea Națională Maghiară, preocupându-se în special de o reprezentare echitabilă a diferitelor naționalități în cadrul Imperiului.
În 1848, odată cu declanșarea Revoluției Franceze, a călătorit la Paris ca reprezentant al revoluționarilor maghiari. Eșecul Revoluției Maghiare a dus la exilarea lui, iar în 1851 Teleki a fost condamnat la moarte în contumacie. În anii 1850 a trăit în Elveția și a făcut tot ce a putut pentru a-l ajuta pe Lajos Kossuth, în ciuda dezacordurilor anterioare între ei.
În noiembrie 1860 a călătorit la Dresda sub un nume fals, cu scopul de a o vedea pe văduva Auguszta Lipthay. A fost arestat pe 16 decembrie de către poliția saxonă, iar patru zile mai târziu a fost transportat peste graniță, în Austria, unde a fost închis până în ziua de Anul Nou. După negocieri cu autoritățile, mediate de împăratul  Franz Joseph, a fost grațiat și i s-a permis să se întoarcă în Ungaria cu condiția să renunțe la politica revoluționară și la călătoriile în străinătate.
La întoarcere, el a fost primit ca un erou și imediat și-a reluat activitățile sale politice, conducând Partidul Rezoluției (Határozati Párt) și insistând asupra faptului că reformele propuse în 1848 trebuie realizate fără niciun compromis. S-a sinucis pe 7 mai 1861, seara, din motive neclare, înainte de o dezbatere publică importantă cu Ferenc Deák privind statutul constituțional al împăratului. Acest eveniment tragic, întâmplat la doar un an după moartea lui István Széchenyi, a demoralizat și uluit publicul maghiar.
Franz Liszt i-a dedicat Rapsodia Ungară nr. 2.

## Legături externe
- Teleki László Alapítvány (The László Teleki Institute)